# Stephen Fung
Fung Chun-choi (nascut el 9 d'agost de 1974), conegut professionalment com Stephen Fung Tak-lun, és un actor, cantant, escriptor i director de cinema de Hong Kong.

## Biografia
Fung Tak-lun va néixer a Hong Kong i va estudiar a la German Swiss International School. És graduat a la Universitat de Michigan.
Fung va fer el seu debut com a actor a Forbidden Nights (1990). Des de llavors ha protagonitzat més de 40 pel·lícules i es va convertir en un nom familiar a la Xina. El 2004, Fung va escriure, dirigir i protagonitzar el seu primer llargmetratge com a director, Enter the Phoenix, per a la recentment creada companyia de Jackie Chan JCE Movies Limited; es va convertir en un èxit instantani. La seva segona pel·lícula dirigida i protagonista, House of Fury, la primera col·laboració de Fung amb el llegendari director d'acció Yuen Woo-ping, va demostrar ser un èxit. House of Fury va ser la selecció d'obertura del Festival Internacional de Cinema de Hong Kong 2005, la selecció oficial del 18è Festival Internacional de Cinema de Tòquio i la pel·lícula de Hong Kong més taquillera de la primera meitat de 2005.
A més de continuar amb la seva carrera com a actor, Fung va dirigir Jump, escrita i produïda per Stephen Chow per a Sony Columbia Pictures Asia. El 2012, Fung va dirigir les dues primeres entregues, Tai Chi 0 i Tai Chi Hero, a la "Trilogia del Tai Chi".
Fung va exercir com a productor executiu, director i director d'acció de la sèrie original d'AMC Into the Badlands, protagonitzada per Daniel Wu, Nick Frost, Sarah Bolger, Marton Csokas. El 2017, es va estrenar The Adventurers, la sisena pel·lícula de Fung com a director. La pel·lícula és protagonitzada per Andy Lau, Jean Reno i Shu Qi.
Actualment, Fung va exercir de productor executiu i director dels dos primers episodis de Wu Assassins per a Netflix.
La productora de Fung, Film Magic Pictures, va invertir en la nova empresa Cool Style, que era una empresa d'entreteniment creada per Media Asia i Louis Koo's One Cool Group el 2021. L'àmbit comercial de Cool Style inclou la gestió d'artistes i negocis relacionats amb l'objectiu per conrear noves forces amb abundants recursos i plataformes.

## Vida personal
La mare de Fung, Julie Sek Yin (石燕), va ser una famosa actriu durant l'època daurada de les pel·lícules dramàtiques de Shaw Brothers durant la dècada de 1960.
Fung es va casar amb l'actriu taiwanesa Shu Qi el setembre de 2016. dos es van conèixer al plató del drama romàntic gai Bishonen el 1997, i van sortir quatre anys abans de casar-se.

## Premis
- Festival de Cinema d'Estocolm, Nominació al Premi Cavall de Bronze al millor director
- Premis de cinema de Hong Kong, nominació a millor director novell 2005
- Canal V Xina, premi al millor director novell, 2009
- Premis Golden Melody, Premi al millor director de vídeo musical, 2007

## Filmografia

### Pel·lícules

#### Actor
- Forbidden Nights (1990)
- Summer Snow (1995)
- The Log (1996)
- He Comes from Planet K (1997)
- First Love Unlimited (1997)
- Cheap Killers (1998)
- Bishonen (1998)
- The Poet (1998)
- Metade Fumaca (1999)
- Gorgeous (1999)
- Gen-X Cops (1999)
- The Sunshine Cops (1999)
- Dragon Heat (2000)
- Twelve Nights (2000)
- Un Baiser Volé (2000)
- The Green Hope (TVB serial) (2000)
- Bio-Cops (2000)
- Gen-Y Cops (2000)
- My Schoolmate the Barbarian (2001)
- Healing Hearts (2001)
- La Brassiere (2001)
- Shadow (2001)
- The Avenging Fist (2001)
- 2002 (2001)
- Haunted Office (2002)
- Women from Mars (2002)
- The Irresistible Piggies (2002)
- Devil Face, Angel Heart (2002)
- Magic Kitchen (2004)
- Enter the Phoenix (2004)
- DragonBlade (2005) [només veu]
- House of Fury (2005)
- 49 Days (2006)
- The Heavenly Kings (2006)
- Heavenly Mission (2006)
- Agent J (2007)
- All About Women (2008)
- The Fantastic Water Babes (2010)
- Virtual Recall (2010)
- Lost in London (2012)
- Tai Chi 0 (2012)
- Tai Chi Hero (2012)
- Badges of Fury (2013)
- Amazing (2013)
- I Am Somebody (2015)

#### Guionista
- Heroes in Love (2001) (My Beloved w/ Nicholas Tse)
- Enter the Phoenix (2004)
- House of Fury (2005)
- Jump (2009)

#### Director
- Heroes in Love (My Beloved w/ Nicholas Tse)
- Enter the Phoenix (2004)
- House of Fury (2005)
- Jump (2009)
- Tai Chi 0 (2012)
- Tai Chi Hero (2012)
- The Adventurers (2017)[5]

#### Productor
- Tai Chi 0 (2012)
- Tai Chi Hero (2012)
- Control (2013)

### Sèrie de televisió

#### Actor
- The Green Hope (2000)
- Healing Hearts (2000)
- Stephen's Diary (2006)
- Day Breaker (2022)
- See Her Again (2024)

#### Director
- Stephen's Diary (2006)
- Into the Badlands Temporada 2, Episodis 7, 8 (2017)
- Wu Assassins Temporada 1, Episodis 1, 2 (2019)

#### Guionista
- Stephen's Diary (2006)

#### Productor executiur
- Stephen's Diary (2006)
- Into the Badlands (2015)
- Wu Assassins (2019)

#### Director d'acció
- Into the Badlands Season 1 (2015)
- Into the Badlands Season 3 (2017)